# Åsa Romson
Åsa Elisabeth Romson (Salem, 22 marzo 1972) è una politica svedese, ministro dell'ambiente dal 3 ottobre 2014 al 15 maggio 2016.

## Carriera politica
L'interesse di Romson per la politica incominciò verso la fine degli anni '90, quando si iscrisse al Partito Ambientalista i Verdi diventando un membro dell'organizzazione Giovani Verdi. Tra il 2002 e il 2010 fu eletta membro del consiglio comunale di Stoccolma, mentre durante le elezioni legislative di quell'anno, nelle quali riuscì a diventare una parlamentare presso il Riksdag, fu nominata portavoce per il Partito Ambientalista i Verdi.
Il 21 maggio 2011, Romson fu nuovamente rieletta portavoce insieme al collega Gustav Fridolin del Partito Ambientalista.
Sotto il governo Löfven I, fu invece nominata ministro dell'ambiente, tuttavia si dimise dall'incarico il 25 maggio 2016 dopo che il suo partito non la rielesse portavoce per un altro mandato.

## Controversie
Il 22 giugno 2014, Romson fu accusata di aver utilizzato un tipo di vernice tossica e inquinante per dipingere il fondo della barca nella quale vive. Ella si difese affermando che non era a conoscenza dell'esistenza di alcuna legge che proibiva l'utilizzo di quella vernice, tuttavia fu dichiarata colpevole e costretta a pagare una penale.